# 戸田山貴美
戸田山 貴美（とだやま たかみ、1994年9月17日 - ）は、セント・フォース所属のフリーアナウンサー。東京都台東区出身。

## 来歴・人物
東京都台東区浅草出身。
雙葉小学校、雙葉中学校・高等学校、法政大学文学部卒業。
一般企業経験もあり、
大手損害保険会社の三井住友海上に勤めていた。
2019年にアナウンサーとして長野放送に入社。
大学時代は「法政大学自主マスコミ講座」を受講していた。
小学校から高等学校までバレーボール部に所属、ポジションはレフトでアタッカーだった。
2022年3月26日、自身が担当している「土曜はこれダネッ!」を卒業、長野放送を退社すると発表した。長野放送退社後は、地元の東京へ戻り、フリーアナウンサーとして活動するとその後の自身のInstagramで明かした。

## 現在の担当番組
- 日テレNEWS24（2022年4月1日 - ）

## 過去の担当番組
- NBSニュース
- NBSみんなの信州（2021年1月4日 - 2021年6月22日　月・火曜キャスター）
- ふるさとライブ（2021年1月4日 - 2021年6月21日　月曜ニュースキャスター）
- 土曜はこれダネッ!（2019年10月5日 - 2022年3月26日）お天気キャスター→サブMC→MC
- 未来への便り（2020年4月5日 - 2022年3月6日）- ナレータ―
- 暮らしのターミナル（2019年10月 - 2022年3月25日） - MC（週替わり）
- NBSフォーカス∞信州 - リポーター、MC（月替わり）
- 春の高校伊那駅伝大会(2021年～2022年） リポーター
- 新時代の扉　MC
- AbemaTV「横浜マラソン2022」リポーター
- 「栄村に栄えあれ２」（薯：山口真一）序章担当